# Terauchi Masatake

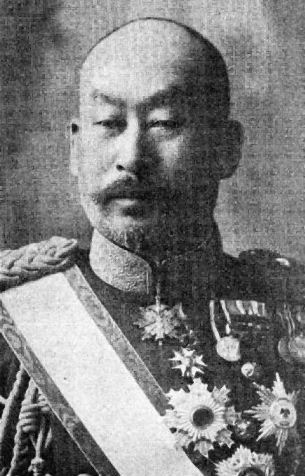
Terauchi Masatake (1906)

Hakushaku Terauchi Masatake (japanisch 寺内 正毅; * 5. Februar 1852 im Lehen Chōshū (heute: Präfektur Yamaguchi); † 3. November 1919) war ein japanischer Soldat und Politiker und der 18. Premierminister Japans vom 9. Oktober 1916 bis zum 29. September 1918.

## Leben
Terauchi Masatake kämpfte als junger Samurai 1868 im Boshin-Krieg gegen das Bakufu. Nachdem er zur militärischen Ausbildung nach Frankreich geschickt wurde, durchschritt er verschiedene wichtige militärische Posten in der japanischen Armee. 1898 wurde er der ersten Generalinspektor des Heeres und arbeitete daran, die militärische Ausbildung zu systematisieren. Er wurde im Jahr 1901 zum Heeresminister ernannt. In diesem Amt half er mit, den Russisch-Japanischen Krieg (1904–1905) zu gewinnen. Terauchi blieb bis 1910 auf diesem Posten.
Im Mai 1910 wurde Terauchi der dritte und letzte Generalresident von Korea und mit der Annexion Koreas als japanische Provinz am 22. August 1910 wurde er erster Generalgouverneur der Provinz Chōsen.
Während des Ersten Weltkriegs wurde Terauchi am 16. Juni 1916 zum Generalfeldmarschall (Gensui) ernannt und im Oktober zum Premierminister von Japan. Er erklärte, in die russische Revolution eingreifen zu wollen, indem er japanische Truppen nach Sibirien schicken würde (Sibirische Intervention). In Terauchis Amtszeit fielen die sogenannten Nishihara-Darlehen zur Unterstützung der Regierung des Duan Qirui, das Lansing-Ishii-Abkommen, das die Interessen Japans in China bestätigte.
Terauchi wurde im Jahr 1918 mit dem Ausbruch der landesweiten Reisunruhen zum Rücktritt gezwungen.

## Familie
Sein Sohn Terauchi Hisaichi wurde ebenfalls zum Gensui ernannt, allerdings im Pazifikkrieg.